# Tessère de Lachesis
Lachesis Tessera
Pour les articles homonymes, voir Lachesis.
La tessère de Lachesis (désignation internationale : Lachesis Tessera) est un terrain polygonal situé sur Vénus dans le quadrangle de Lachesis Tessera. Il a été nommé en référence à Lachésis, une des trois Moires de la mythologie grecque.